# Rotterdam Open 2014 - Qualificazioni singolare
Le qualificazioni del singolare dell'Rotterdam Open 2014 sono state un torneo di tennis preliminare per accedere alla fase finale della manifestazione. I vincitori dell'ultimo turno sono entrati di diritto nel tabellone principale. In caso di ritiro di uno o più giocatori aventi diritto a questi sono subentrati i lucky loser, ossia i giocatori che hanno perso nell'ultimo turno ma che avevano una classifica più alta rispetto agli altri partecipanti che avevano comunque perso nel turno finale.

## Teste di serie
1. Daniel Brands (ultimo turno)
2. Victor Hănescu (ultimo turno)
3. Łukasz Kubot (ultimo turno)
4. Kenny de Schepper (primo turno)

1. Serhij Stachovs'kyj (qualificato)
2. Peter Gojowczyk (primo turno, ritirato)
3. Michaël Llodra (ritirato)
4. Jan Hájek (primo turno)

## Qualificati
1. Paul-Henri Mathieu
2. Serhij Stachovs'kyj

1. Michael Berrer
2. Dominic Thiem

## Tabellone qualificazioni

### Legenda
| - Q = Qualificato - WC = Wild card - LL = Lucky loser | - ALT = Alternate - SE = Special Exempt - PR = Protected Ranking | - w/o = Walkover - r = Ritirato - d = Squalificato |

### Sezione 1
|  | Primo turno | Primo turno        | Primo turno        | Primo turno | Primo turno |  |  | Ultimo turno | Ultimo turno       | Ultimo turno | Ultimo turno | Ultimo turno |  |
|  |             |                    |                    |             |             |  |  |              |                    |              |              |              |  |
|  | 1           | Daniel Brands      | Daniel Brands      | 7           | 6           |  |  |              |                    |              |              |              |  |
|  | WC          | Wesley Koolhof     | Wesley Koolhof     | 64          | 1           |  |  | 1            | Daniel Brands      | 7            | 64           | 3            |  |
|  |             | Paul-Henri Mathieu | Paul-Henri Mathieu | 6           | 6           |  |  |              | Paul-Henri Mathieu | 5            | 7            | 6            |  |
|  | 8           | Jan Hájek          | Jan Hájek          | 3           | 2           |  |  |              |                    |              |              |              |  |

### Sezione 2
|  | Primo turno | Primo turno         | Primo turno         | Primo turno | Primo turno |  |  | Ultimo turno | Ultimo turno        | Ultimo turno        | Ultimo turno | Ultimo turno |  |
|  |             |                     |                     |             |             |  |  |              |                     |                     |              |              |  |
|  | 2           | Victor Hănescu      | Victor Hănescu      | 6           | 6           |  |  |              |                     |                     |              |              |  |
|  | WC          | Alban Meuffels      | Alban Meuffels      | 1           | 2           |  |  | 2            | Victor Hănescu      | Victor Hănescu      | 62           | 4            |  |
|  |             | Yannick Mertens     | Yannick Mertens     | 3           | 2           |  |  | 5            | Serhij Stachovs'kyj | Serhij Stachovs'kyj | 7            | 6            |  |
|  | 5           | Serhij Stachovs'kyj | Serhij Stachovs'kyj | 6           | 6           |  |  |              |                     |                     |              |              |  |

### Sezione 3
|  | Primo turno | Primo turno        | Primo turno     | Primo turno | Primo turno |  |  | Ultimo turno | Ultimo turno   | Ultimo turno | Ultimo turno | Ultimo turno |  |
|  |             |                    |                 |             |             |  |  |              |                |              |              |              |  |
|  | 3           | Łukasz Kubot       | 4               | 6           | 3           |  |  |              |                |              |              |              |  |
|  | WC          | Thanasi Kokkinakis | 6               | 1           | 0r          |  |  | 3            | Łukasz Kubot   | 7            | 4            | 4            |  |
|  |             | Michael Berrer     | Michael Berrer  | 6           | 6           |  |  |              | Michael Berrer | 5            | 6            | 6            |  |
|  | Alt         | Stephan Fransen    | Stephan Fransen | 2           | 2           |  |  |              |                |              |              |              |  |

### Sezione 4
|  | Primo turno | Primo turno       | Primo turno       | Primo turno | Primo turno |  |  | Ultimo turno  | Ultimo turno  | Ultimo turno  | Ultimo turno | Ultimo turno |  |
|  |             |                   |                   |             |             |  |  |               |               |               |              |              |  |
|  | 4           | Kenny de Schepper | Kenny de Schepper | 64          | 6(1)        |  |  |               |               |               |              |              |  |
|  |             | Dominic Thiem     | Dominic Thiem     | 7           | 7           |  |  | Dominic Thiem | Dominic Thiem | Dominic Thiem | 6            | 7            |  |
|  |             | Adrian Sikora     | Adrian Sikora     | 6           | 0           |  |  | Adrian Sikora | Adrian Sikora | Adrian Sikora | 1            | 5            |  |
|  | 6           | Peter Gojowczyk   | Peter Gojowczyk   | 3           | 0r          |  |  |               |               |               |              |              |  |